# Earl Grey

Wappen der Earls Grey

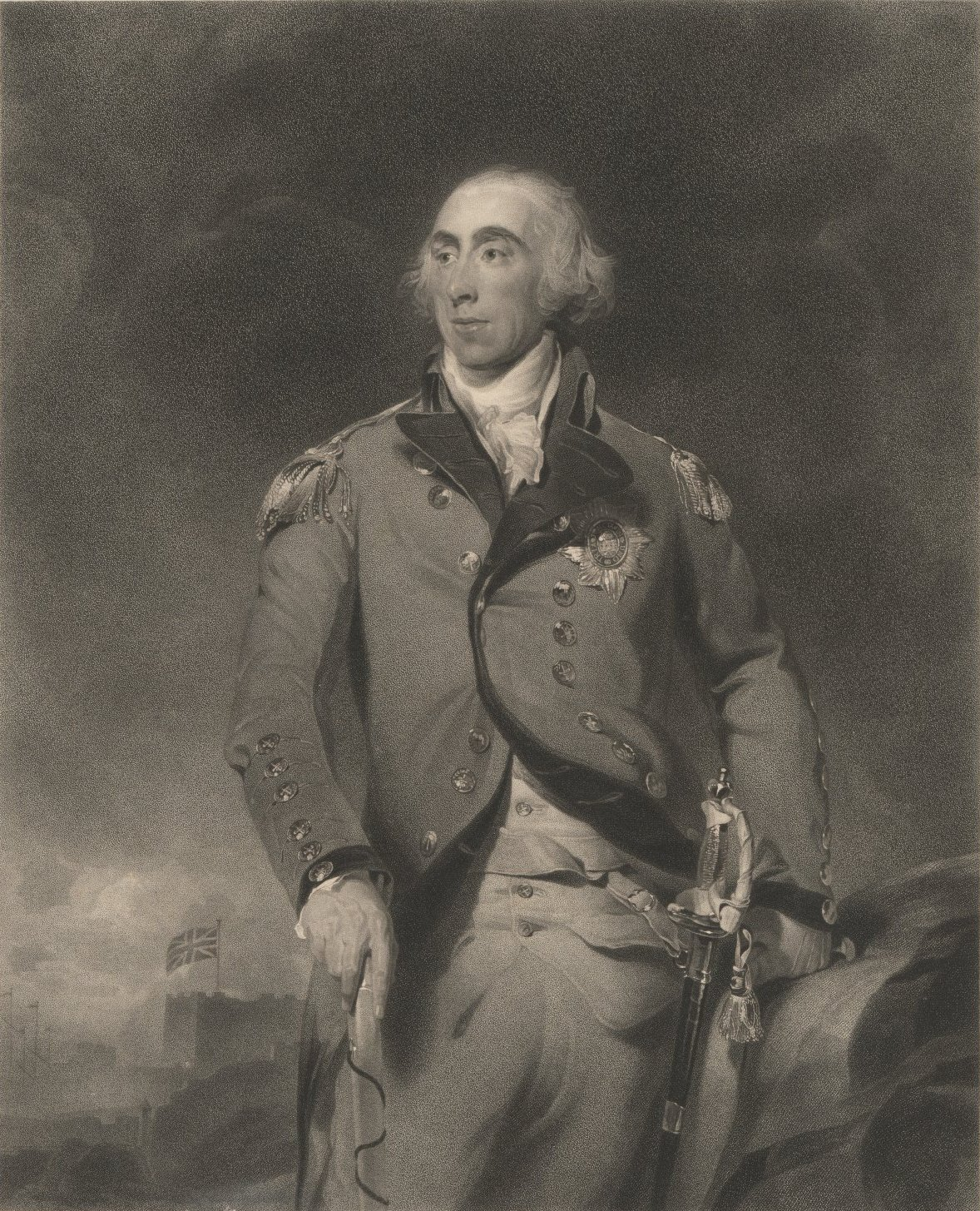
Charles Grey, 1. Earl Grey

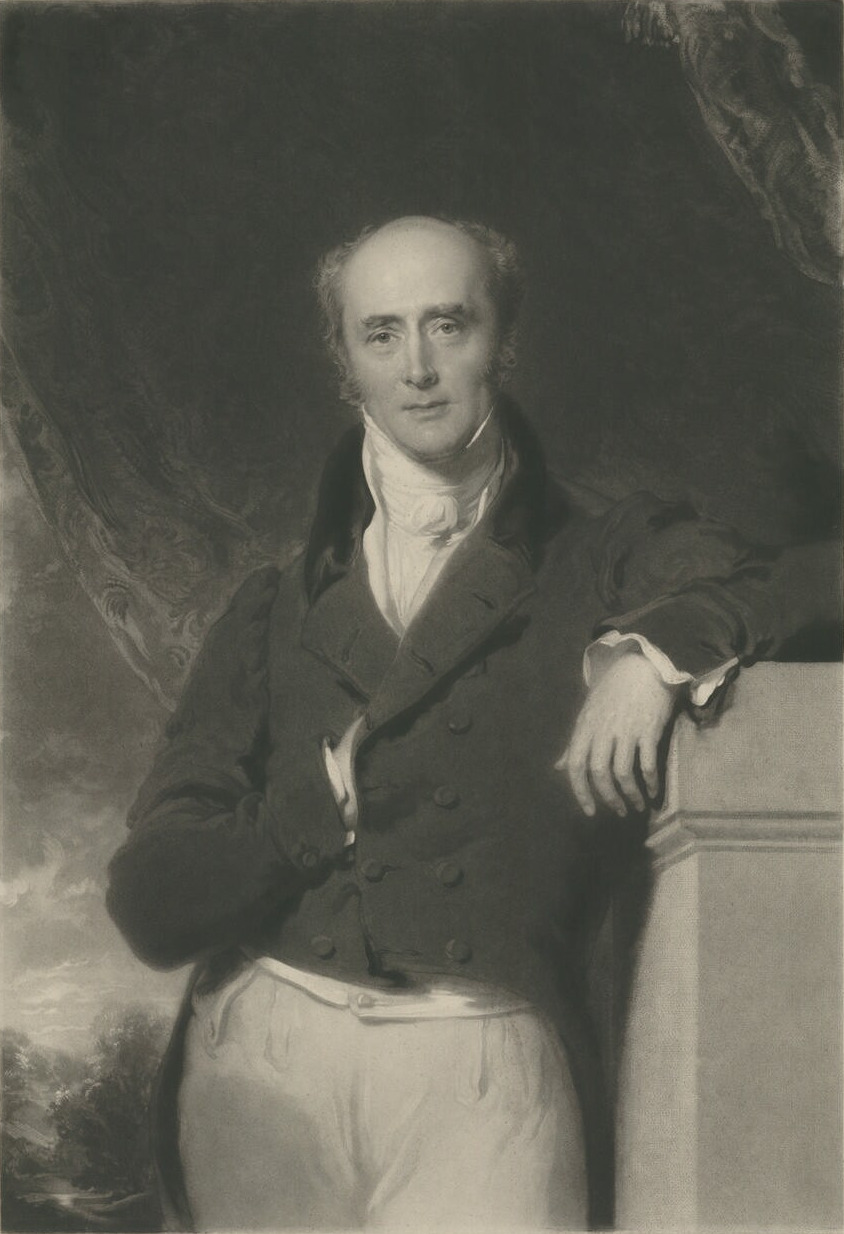
Charles Grey, 2. Earl Grey

Earl Grey ist ein erblicher britischer Adelstitel in der Peerage of the United Kingdom.
Heutiger Familiensitz der Earls ist Valley Cottage in Kingsbridge, Devon.

## Verleihung und nachgeordnete Titel
Der Titel wurde am 11. April 1806 für General Sir Charles Grey geschaffen. Er war ein erfolgreicher Heerführer im Amerikanischen Unabhängigkeitskrieg und im Ersten Koalitionskrieg.
Zusammen mit der Earlswürde wurde ihm der nachgeordnete Titel Viscount Howick, of Howick in the County of Northumberland verliehen. Bereits am 23. Juni 1801 war ihm der Titel Baron Grey of Howick, of Howick in the County of Northumberland, verliehen worden. Beide Titel gehören ebenfalls zur Peerage of the United Kingdom. Der Titel Viscount Howick ist der Höflichkeitstitel für den ältesten Sohn des jeweiligen Earls.
Dem Vater des 1. Earls, Henry Grey (1691–1749), High Sheriff of Northumberland, war am 11. Januar 1746 in der Baronetage of Great Britain der Titel Baronet, of Howick in the County of Northumberland, verliehen worden. Der Titel fiel 1749 an dessen ältesten Sohn Sir Henry Grey, 2. Baronet (1722–1808) und bei dessen kinderlosem Tod 1808 an dessen Neffen, den 2. Earl Grey. Die Baronetcy ist seither ebenfalls ein nachgeordneter Titel des jeweiligen Earls.

## Liste der Earls Grey (1806)
- Charles Grey, 1. Earl Grey (1729–1807)
- Charles Grey, 2. Earl Grey (1764–1845)
- Henry Grey, 3. Earl Grey (1802–1894)
- Albert Henry George Grey, 4. Earl Grey (1851–1917)
- Charles Robert Grey, 5. Earl Grey (1879–1963)
- Richard Fleming George Charles Grey, 6. Earl Grey (1939–2013)
- Philip Grey, 7. Earl Grey (* 1940)

Titelerbe (Heir apparent) ist der Sohn des jetzigen Earls, Alexander Edward Grey, Viscount Howick (* 1968).

## Trivia
Der „Earl-Grey-Tee“ ist nach dem 2. Earl benannt, der von 1830 bis 1834 auch britischer Premierminister war.